# Vanguard Group
The Vanguard Group is een grote Amerikaanse vermogensbeheerder. Het bedrijf is in handen van de klanten die via Vanguard beleggen. Het bedrijf streeft niet naar winst, maar brengt alleen de kosten, zonder winstopslag, van het vermogensbeheer in rekening.

## Activiteiten
Per 30 juni 2020 was het bedrijf een van de grotere vermogensbeheerders ter wereld met een belegd vermogen van meer dan 6,1 biljoen dollar. Het beheert vermogens van instituten zoals pensioenfondsen en verzekeraars, maar heeft ook exchange-traded funds. Het belegt in aandelen, obligaties en andere vermogenstitels. Het zwaartepunt van de activiteiten ligt in de Verenigde Staten, maar het telt 16 vestigingen wereldwijd waaronder in Amsterdam. In 2024 telde Vanguard ruim 400 fondsen, ongeveer gelijk verdeeld over de Verenigde Staten en de rest van de wereld, 50 miljoen klanten en ongeveer 20.000 medewerkers.
Vanguard heeft een afwijkende eigendomsstructuur. Veel vermogensbeheerders hebben aandeelhouders, zijn beursgenoteerd, en streven naar winst. De winstmarges kunnen zeer hoog zijn. Bij Vanguard zijn de klanten eigenaren waardoor de belangen van de klant en beheerder gelijk zijn. In geval Vanguard winst zou maken, wordt dit aan de klanten teruggegeven in de vorm van lagere beheerskosten.

## Geschiedenis
In 1975 startte John C. Bogle Vanguard met de introductie van het eerste fonds voor particulieren, de Vanguard 500. Vanguard begon als actieve vermogensmanager met als doel een index te verslaan. 
In hetzelfde jaar werd een money market fonds geïntroduceerd waarbij het geld van de beleggers wordt belegd in kortlopende vastrentende obligaties. Hiermee kan de belegger een hogere rendement behalen dan op een spaarrekening of spaardeposito bij de bank. In 1981 was 36% van het totaal belegd vermogen bij Vanguard ondergebracht in een money market fondsen.
In 1986 werd het eerste obligatiefonds, Vanguard Total Bond Market Index Fund, geïntroduceerd.
In 1999 ging John Bogle met pensioen na het bereiken van zijn pensioengerechtigde leeftijd van 70 jaar. Na zijn vertrek bleef hij actief als belegger tot zijn overlijden op 16 januari 2019.
In 2001 introduceerde Vanguard het eerste exchange-traded fund (ETF), dit was relatief laat daar de eerste ETF al acht jaar eerder was geïntroduceerd.
In 2006 passeerde het beheerd vermogen bij Vanguard de grens van 1000 miljard dollar. Twaalf jaar later, in 2018, kwam het vermogen uit boven de US$ 5000 miljard.
In december 2022 trok Vanguard zich terug uit een klimaatinitiatief van de Verenigde Naties. Eind 2020 werd het zogenaamde Net Zero Asset Managers-initiatief (NZAM) gelanceerd om fondsbeheerders aan te moedigen om netto-nul-emissiedoelstellingen te behalen tegen 2050. Met deze beperking van de koolstofdioxide uitstoot zou de stijging van de wereldwijde gemiddelde temperatuur worden beperkt. Op 9 november 2022 telde NZAM 291 ondertekenaars met ongeveer US$ 66 biljoen aan vermogen onder hun beheer. Het vertrek van Vanguard, met een beheerd vermogen van ongeveer US$ 7 biljoen, is een tegenvaller om het gebruik van fossiele brandstoffen terug te dringen.